# Йоганн Готлоб Шнайдер старший
Йоганн Готлоб Шнайдер (1750–1822) — німецький класичний філолог і натураліст.

## Біографія
У 1774 році за рекомендацією Крістіана Готлоба Гейне (1729—1812) став секретарем страсбурзького вченого Річарда Франсуа Бранка (1729—1803). Навчався в Лейпцигу, Геттінгені і Страсбурзі і у 1811 році посів посаду професора давніх мов у Бреслау. З 1816 року він був старшим бібліотекарем, і помер у тому ж місті в 1822 році.
Серед багатьох його робіт найвідоміша — «Критичний греко-німецький словник» (нім. Kritisches griechisch-deutsches HandwörterbuchKritisches griechisch-deutsches Handwörterbuch, 1797—1798), перша самостійна робота такого роду з часу «Thesaurus Linguae Latinae» (1576—1578) Роберта Етьєна (Robert Estiennes; 1503—1559). Цей словник послужив основою для роботи Франца Пассова (Franz Passow) і всіх подальший грецьких лексиконів, у тому числі й сучасного стандартного видання «A Greek-English Lexicon». Великим внеском Шнайдера було включення в словник слів і виразів, пов'язаних з природною історією та наукою.
У 1801 році він видав з виправленнями та доповненнями Systema Ichthyologiae iconibus cx illustratum Марка Блоха, відомий каталог видів риб з прекрасними ілюстраціями. У таксономічних довідниках це видання цитується з посиланням Bloch and Schneider, 1801.
Шнайдера цікавили природничі праці античних авторів. Він видав De natura animalium Клавдія Еліана; Alexipharmaca і Theriaca Нікандра; Scriptores rei rusticae (видання сільськогосподарських римських письменників); Historia animalium і Politica Арістотеля; Physica і Meteorologica Епікура; Eclogae physicae Теофраста; Halieutica і Cynegetica Опіана; твори Ксенофонта і Вітрувія; зібрання фрагментів з Піндара з описом життя і творінь поета. Його Eclogae physicae становлять фрагменти з грецьких і латинських письменників, присвячені науковим питанням, з оригінальним текстом і коментарями, і статтями про природної історії та науки в давнину.

## Твори
- Handwörterbuch der griechischen Sprache. Vogel, Leipzig 1828.
- Griechisch-deutsches Wörterbuch. Hahn, Leipzig 1819.
- Kritisches griechisch-deutsches Wörterbuch. Frommann, Jena, Leipzig 1805/06.
- Eclogae physicae, ex scriptoribus praecipue Graecis excerptae. Frommann, Jena, Leipzig 1800.
- Historiae amphibiorum naturalis et literariae. Frommann, Jena 1799—1801.
- Kritisches griechisch-deutsches Handwörterbuch. Frommann, Jena, Züllichau 1797.
- Amphibiorum physiologiae specimen. Apitz, Frankfurt (Oder) 1790-97.
- Ad reliqua librorum Friderici II. Alberti et Magni capita commentarii … Müller, Leipzig 1789.
- Zweyter Beytrag zur Naturgeschichte der Schildkröten. Müller, Leipzig 1789.
- Erster Beytrag zur Naturgeschichte der Schildkröten. Müller, Leipzig 1787.
- Sammlung vermischter Abhandlungen zur Aufklärung der Zoologie und der Handlungsgeschichte. Unger, Berlin 1784.
- Allgemeine Naturgeschichte der Schildkröten. Müller, Leipzig 1783.
- Ichthyologiae veterum specimina. Winter, Frankfurt (Oder) 1780.
- Anmerkungen über den Anakreon. Crusius, Leipzig 1770.